# Гангардт, Иван Егорович
Иван Егорович Гангардт (1808, Курская губерния — 27 мая [8 июня] 1875, Аккерман, Бессарабская губерния) — русский генерал-лейтенант, занимавший должность дежурного офицера при новороссийском и бессарабском генерал-губернаторе и руководивший защитой Одессы в Крымской войне. Исправляющий должность наказного атамана Дунайского казачьего войска.

## Жизнеописание

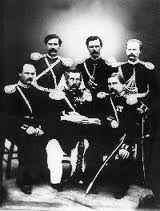
Войсковое правление Новороссийского казачьего войска, в центре И.Е.Гангардт

Иван Егорович родился около 1808 года и был самым старшим из троих сыновей в семье. Происхождение: из дворян Курской губернии. Православный.
В 1824 году, 21 декабря поступил на службу унтер-офицером в Новгородский кирасирский полк (Его Императорского Величества Великой княгини Елены Павловны). В августе 1829 года стал поручиком. Участвовал в военных действиях во время восстания в Польше 1830—1831 годах под руководством барона Д. Е. Остен-Сакена. За отличную службу награждён орденом св. Анны IV и III ст., серебряной медалью «За взятие Варшавы».
В 1832 году переведён в Генеральный штаб и с этого времени занимался сбором сведений для квартирования войск в разных губерниях России, составлял военно-статистические описания Минской (1833), Киевской (1838), Лифляндской и Курляндской губерний (1841). За отличную службу Гангардт получил чин капитана (1836) и награждён орденами св. Владимира IV ст. (1839) и св. Станислава II ст. (1842). В 1843 году командирован для руководства учебной съёмкой для обучения этому делу офицеров и топографов Генерального штаба. В 1844 году помощник начальника топографической съемки Подольской губернии. В 1847 году начальник межевания земель Кавказской области.
За свою службу получил орден св. Анны II ст. (1847), чин полковника (1849) и за выслугу 25 лет в офицерских чинах — орден св. Георгия IV (1851). В 1851 год назначен на должность дежурного офицера при новороссийском и бессарабском генерал-губернаторе. Во время Крымской войны участвовал в защите Одессы от нападения англо-французской эскадры и пленении фрегата «Тигр» (1854). С 1854 года Исправляющий должность наказного атамана Дунайского казачьего войска. В 1856 году получил орден Св. Владимира III ст.
С 1859 года, после получения чина генерал-майора был утверждён на посту наказного атамана, которым оставался до 1869 года. В 1862 году направлен на Кавказ для переселения желающих из Новороссийского и Азовского казачьих войск в западные предгорья Кавказа. Участвовал в военных действиях, получил контузию, был награждён орденом св. Станислава I ст. с мечами и арендой по 1200 руб. серебром в год. В 1869 году получил чин генерал-лейтенанта.
С 1872 года член Аккерманского отделения Одесского управления, председатель местного управления и почётный мировой судья г. Аккермана.

## Семья
Жена — дочь коллежского асессора Ивана Пионтковского — Шарлотта-Луиза, лютеранского исповедания. Жена имела дом и сад в г. Аккерман (7 десятин), где они жили. Имел 7 детей:
Сыновья:
- Дмитрий (13.01.1841 г. р.),
- Платон (10.01.1843 г. р.),
- Иван (6.09.1844 г. р.),
- Николай (18.05.1847 г. р.),
- Георгий (2.10.1852 г. р.),
- Александр (15.03.1855 г. р.)
- и дочь — Анна (1850 г. р.).

Брат Гангардт, Егор Егорович (1812—1882), с 1865 г. в чине генерала-майора. В 1867—1871 гг. занимал должность Бессарабского губернатора.